# Гора Крестов

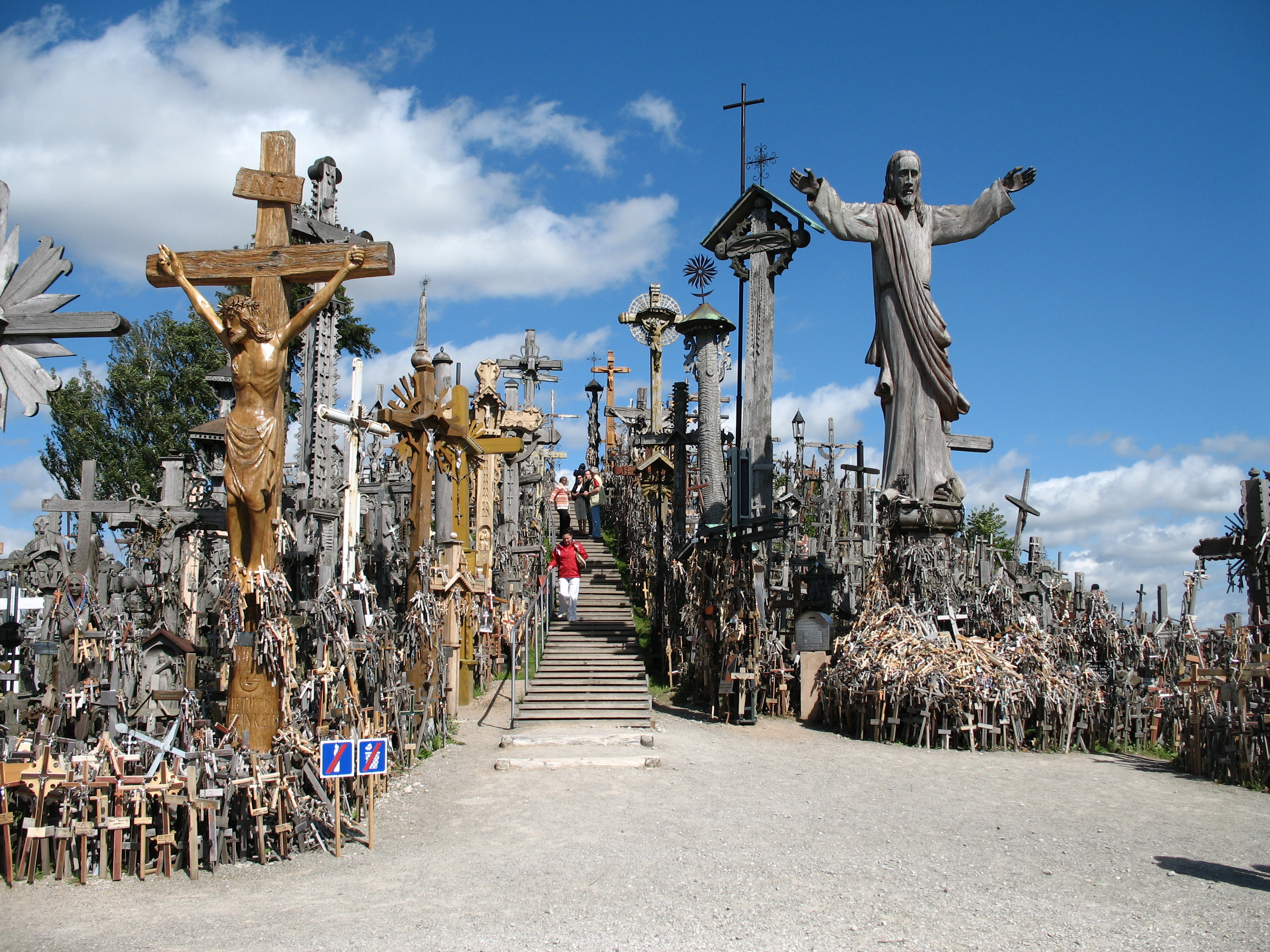
Гора Крестов в 2007 году

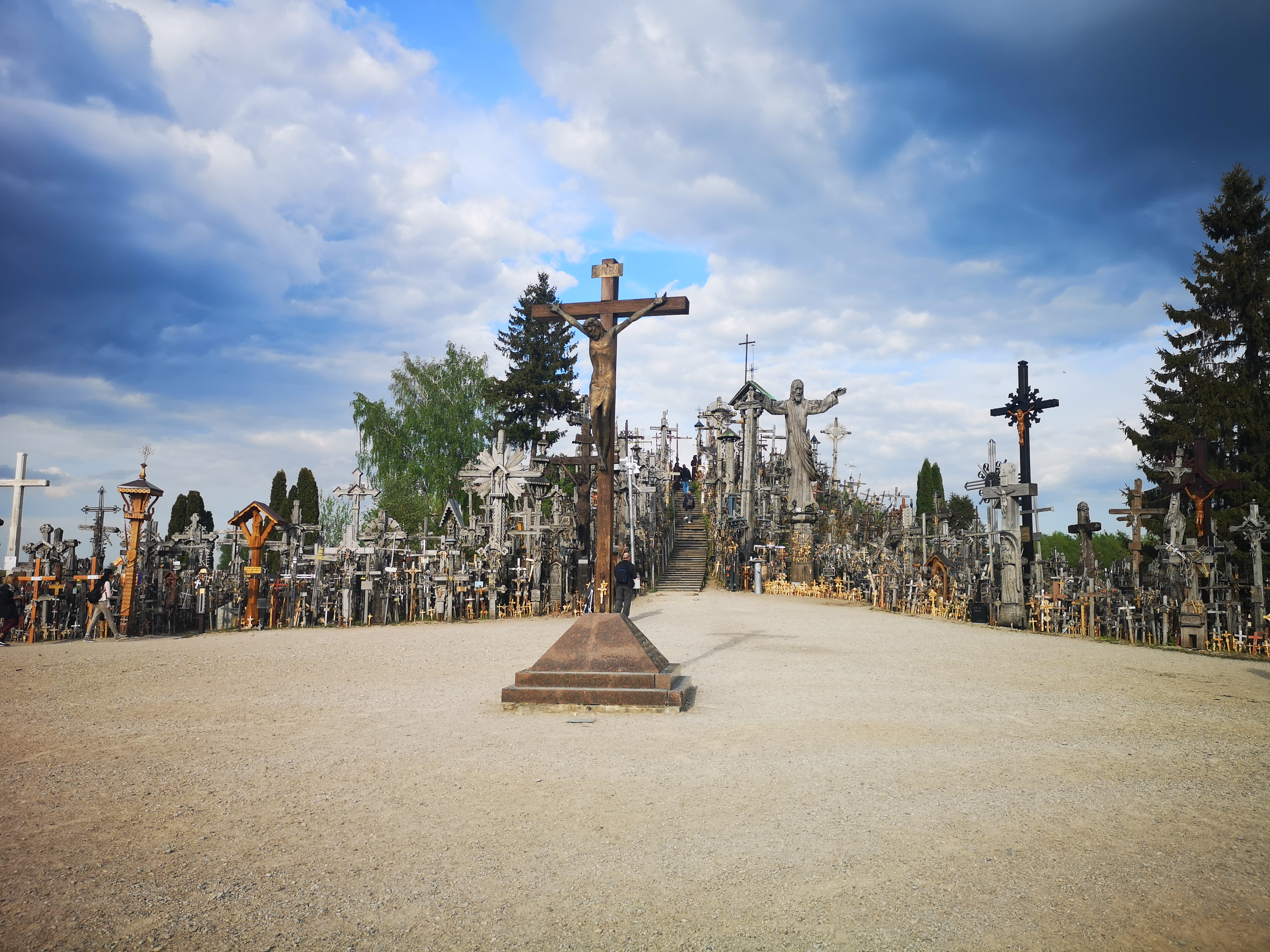
Гора крестов в 2019 году

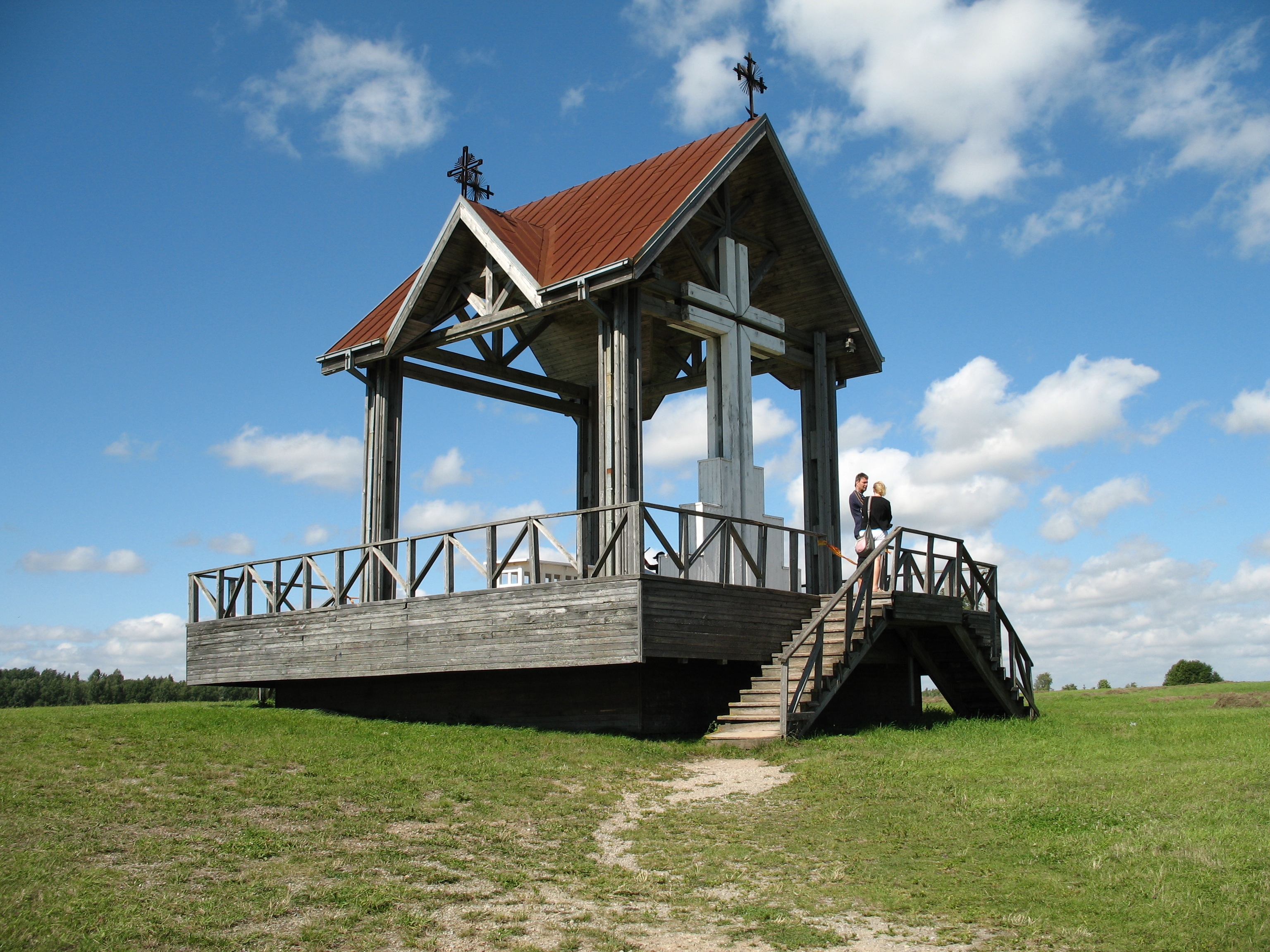
Крест, установленный Папой Римским Иоаном Павлом II

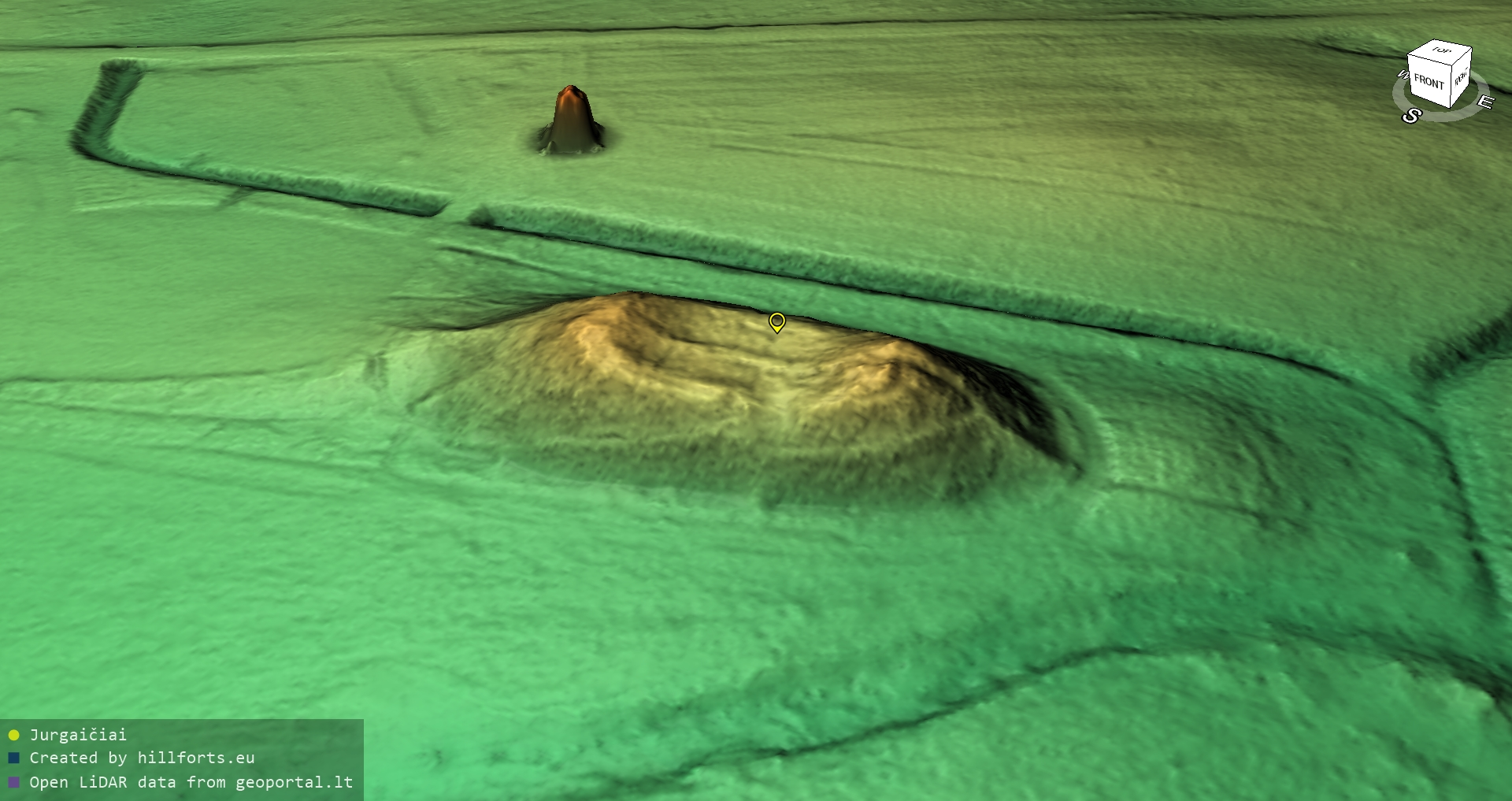
ЗD-модель горы Крестов, созданная на основе данных лидарной съёмки

Гора Крестов (лит. Kryžių kalnas) — святыня в Литве, место паломничества. Расположена на территории Мяшкуйчяйского староства, в 12 километрах к северо-востоку от города Шяуляй на дороге Калининград — Рига. Представляет собой холм, по всей видимости, городище, на котором установлено множество крестов. Точное их число неизвестно; сообщалось, что неполные подсчёты 1990-х годов дали результат около 50 тысяч крестов.
Количество крестов:
| в 1900 году | 130                                                                     |
| в 1902 году | 155                                                                     |
| в 1922 году | 50                                                                      |
| в 1938 году | более 400                                                               |
| в 1961 году | уничтожено около 5000                                                   |
| в 1975 году | уничтожено около 1200                                                   |
| в 1990 году | около 14 387 больших и около 41 000 малых (менее 0,5 м высотой) крестов |

Несмотря на внешнее сходство, Гора Крестов не является кладбищем. По народному поверью, тому, кто оставит на Горе крестов крест, будет способствовать удача. В настоящее время на Горе крестов можно найти кресты самых разных видов: от огромных деревянных крестов высотой до нескольких метров до нательных крестиков, гроздьями которых увешаны более крупные кресты. Одно распятие было установлено Папой Римским Иоанном Павлом II во время его визита в Литву 7 сентября 1993 года. Этот жест сделал Гору Крестов известной во всём католическом мире, что привело к значительному увеличению числа посещающих гору паломников и туристов.
Сейчас на горе устанавливают кресты не только католики, но и представители других христианских конфессий. Кроме того, недавно здесь появился священный символ другой, нехристианской религии — на одном из почётных мест был установлен позолоченный иудейский магендавид.
Ни о времени появления Горы крестов, ни о причинах её возникновения нельзя ничего сказать с точностью. Некоторые исследователи считают, что до крещения Литвы (это произошло очень поздно по европейским меркам, только в XIV веке) на этом холме находилось языческое капище. После крещения среди литовцев долгое время продолжали существовать пережитки язычества, зачастую сливавшиеся с католическими постулатами, таким образом возникла своеобразная «народная религия». Одним из примеров такого смешения языческих и католических обрядов стала традиция установки католических крестов на бывшем месте языческих обрядов. Если эта версия соответствует действительности, то Гора Крестов является местом поклонения с древних времён. Косвенным подтверждением этой версии является тот факт, что резной орнамент традиционных литовских крестов имеет очень мало общего с христианской символикой, зато очень много общего — с символикой языческого культа (в частности, изображение Солнца и многие другие мотивы).
По другой версии, Гора Крестов возникла значительно позднее — кресты были установлены в честь литовцев, погибших в ходе подавления властями Российской империи восстания 1831 года.